# Giancarlo Vitali (calciatore)
Giancarlo Vitali (Medesano, 21 luglio 1926 – Noceto, 27 ottobre 2011) è stato un calciatore e allenatore di calcio italiano, di ruolo ala.

## Carriera

### Giocatore

#### Genoa
Tira i primi calci a Parma, in una società del centro storico, il Parma Vecchia, militante nel campionato di Serie C: qui viene notato dai dirigenti del Genoa che nel 1946 lo portano nel capoluogo ligure. Il suo esordio in Serie A avviene il 22 settembre 1946 contro il Brescia (4-0 per il Genoa). Nel suo primo anno in serie A gioca 16 partite segnando 2 gol, di cui uno proprio il giorno del suo debutto, alla prima giornata di campionato, il 22 settembre 1946, nella vittoria casalinga contro il Brescia per 4-0.

#### Padova
Nel 1947 passa in Serie B col Padova, dove gioca tre stagioni; nella prima di Serie B segna 17 reti contribuendo alla promozione in Serie A. Titolare nelle due stagioni successive in A, segna rispettivamente 6 (nella stagione 1948-1949, tra cui la doppietta con cui i veneti vinsero la prima partita di serie A della squadra nel dopoguerra, il 26 settembre 1948, in Padova-Lazio 2-0) e 19 gol: quest'ultimo è il suo record assoluto e gli fruttò il decimo posto nella classifica dei cannonieri di quella stagione.

#### Fiorentina
È quindi il turno della Fiorentina con cui giocherà 2 stagioni segnando complessivamente 15 reti, tra cui una rete nella vittoria casalinga dell'11 maggio 1952 contro l'Inter per 5-0.

#### Napoli
Achille Lauro lo chiama, nel 1952, al Napoli, dove arriva insieme ai nuovi acquisti Jeppson e Bruno Pesaola: inizia il primo anno segnando al debutto stagionale della squadra in campionato, il 14 settembre 1952, negli ultimi minuti della vittoria casalinga contro l'Atalanta per 2-0, per ripetere la buona prestazione con una tripletta il 28 settembre 1952 nella vittoria casalinga contro l'Udinese per 4-2, prime delle 14 reti che daranno a lui il settimo posto nella classifica dei cannonieri stagionali insieme al compagno di squadra Jeppson ed alla squadra il quarto posto in classifica, a sei punti dall'Inter che si laurea campione d'Italia. L'anno successivo gioca con Bugatti.

#### SPAL
Dopo 132 partite e 42 gol nel Napoli, Vitali viene girato alla SPAL di Paolo Mazza. A Ferrara Vitali ritrova gli stimoli e nel campionato 1957-1958 segna 6 reti, contribuendo alla salvezza dei ferraresi. Nella stagione successiva ricostruisce l'asse con il compagno di squadra Pandolfini ritornato alla SPAL; inizialmente titolare, a partire dalla settima giornata esce di scena a causa di diversi infortuni che ne limiteranno il rendimento costringendolo, a 33 anni, a dire addio alla massima serie.

#### Ultimi anni
Nel 1959 Mazza lo cede ai neopromossi in Serie C della Pistoiese assieme a Novelli II e dove ritroverà, l'anno successivo, il suo ex compagno alla SPAL: il portiere Toros. Chiude a 35 anni, nel 1961  con 50 partite e 7 reti con i toscani in C.
In Serie A realizzò 89 gol in 300 partite, in B 17 in 31 gare.

### Nazionale
Disputò una partita in Nazionale B e tre in Nazionale Giovanile; convocato per la nazionale maggiore, non poté giocare per infortunio.

### Allenatore
Nel 1961, cessata l'attività di calciatore, Vitali intraprese quella di allenatore sulla panchina del Pontedera, proseguendo sino agli anni '80  prevalentemente in Serie C e D. Allenò la squadra della sua città, il Parma, nelle due incarnazioni del Parma A.S. e poi dell'A.C. Parmense con cui viene promosso in Quarta Serie ed arriva in finale di Coppa Italia di categoria. Passa poi ad allenare il Sorrento, conducendoli alla promozione in Serie B nel 1971 in una stagione in cui, con Giuseppe Bruscolotti in campo, subirono dodici reti; lasciata la squadra della costiera dopo il vittorioso campionato perché non confermato allena la Salernitana, in un momento in cui la società è vittima di problemi economici, tanto da essere, nel corso del ritiro precampionato in un primo momento esclusa dal campionato: dopo aver chiuso il girone d'andata con un solo punto di distanza dal Brindisi primo in classifica, la classifica finale vede i granata terminare la stagione al quarto posto. Allena quindi il Trapani, la Pro Vasto, la Paganese, dove fu sostituito dopo sette partite da Gennaro Rambone, per problemi di costanza della squadra, i toscani del Quarrata, quindi tornò al Sorrento nel campionato 1977-1978 con la squadra allora in C2. Nel campionato 1978-1979 sostituì Gino Raffin, guidando la squadra sinché Salvatore Rea non lo rimpiazzò nella stagione 1979-1980. Chiuse la carriera guidando il Milazzo.

## Palmarès

### Giocatore

#### Competizioni nazionali
- Serie B: 1

Padova: 1947-1948

### Allenatore

#### Competizioni nazionali
- Serie D: 1

Parma: 1969-1970
- Serie C: 1

Sorrento: 1970-1971